# ファー・ディ・ブルーノ (モニター)
| 画像をアップロード | |
| 艦歴               | |
| 発注               | ヴェネツィア海軍造船所 |
| 起工               | |
| 進水               | 1916年1月30日 |
| 就役               | 1917年7月23日 |
| 退役               | |
| その後             | 1924年除籍後、ヴェネツイァかジェノバで水上砲台として活用。第二次世界大戦後に解体処分。                                                             |
| 除籍               | 1924年 |
| 性能諸元（竣工時） | |
| 排水量             | 常備：2,854トン |
| 全長               | 55.4m |
| 水線長             | 同上 |
| 全幅               | 27m |
| 吃水               | 2.2m |
| 機関               | 型式不明石炭専焼水管缶-基 +ソーニクロフト式レシプロ機関2基2軸推進                                                                                  |
| 最大 出力          | 465hp |
| 最大 速力          | 平時：3.0ノット 公試：5.56ノット |
| 航続 距離          | 不明 |
| 燃料               | 石炭：-トン |
| 乗員               | 士官6名 水兵：161名 96名（戦時には40名増員可能）                                                                                                   |
| 兵装               | アームストロング Mark I 38.1cm（40口径）連装砲1基 アームストロング 12ポンド：7.62cm（40口径）単装速射砲4基 ヴィッカーズ 4cm（39口径）単装機関砲4基 |
| 装甲               | クルップ鋼 主砲塔：110mm（最厚部） 主砲バーベット：60mm                                                                                            |

ファー・ディ・ブルーノ (Faà di Bruno) はイタリア海軍のモニター。

## 概要
本級はイタリア海軍が艦砲射撃を行うために建造したモニターである。この時、イタリア海軍では計画中止になった超弩級戦艦「フランチェスコ・カラッチェロ級」のためにイギリスから購入していた38.1cmの主砲塔一式が倉庫に保管されており、これを流用して安価に艦砲射撃を行える艦として建造された。本艦の就役により主力艦を戦没の危険を恐れずに戦地に投入する事が可能となったうえ、大型艦よりも座礁の危険性を少なくでき、より沿岸部に接近して砲撃が可能となった。本艦の主砲は弩級戦艦を上回る射程と威力を有する有効な戦闘単位であった。

## 艦形
従来のモニターは船体は主砲塔を最低限の航行能力を持っていたが、本艦の特徴としてハシケを利用したために上面から見て完全な長方形で抵抗の強い船体形状であった。このためにMTBから流用した機関をもってしても速力3ノットが限度であった。その代わり、陸上砲台からの攻撃を考慮して船体中央部にバーベットが配置され、主砲塔装甲と別個で天蓋には半円形の装甲板が追加され、甲板形状も中心線上から水面上に向かってゆるく傾斜させ整形されていた。
主砲塔の後方に三脚型の主マストが立ち、頂上部に測距儀を設置した見張り所が設けられていた。その後方に操舵艦橋と1本煙突が立つ以外は射界を制限する物はなかった。

## 主砲、そのほかの武装

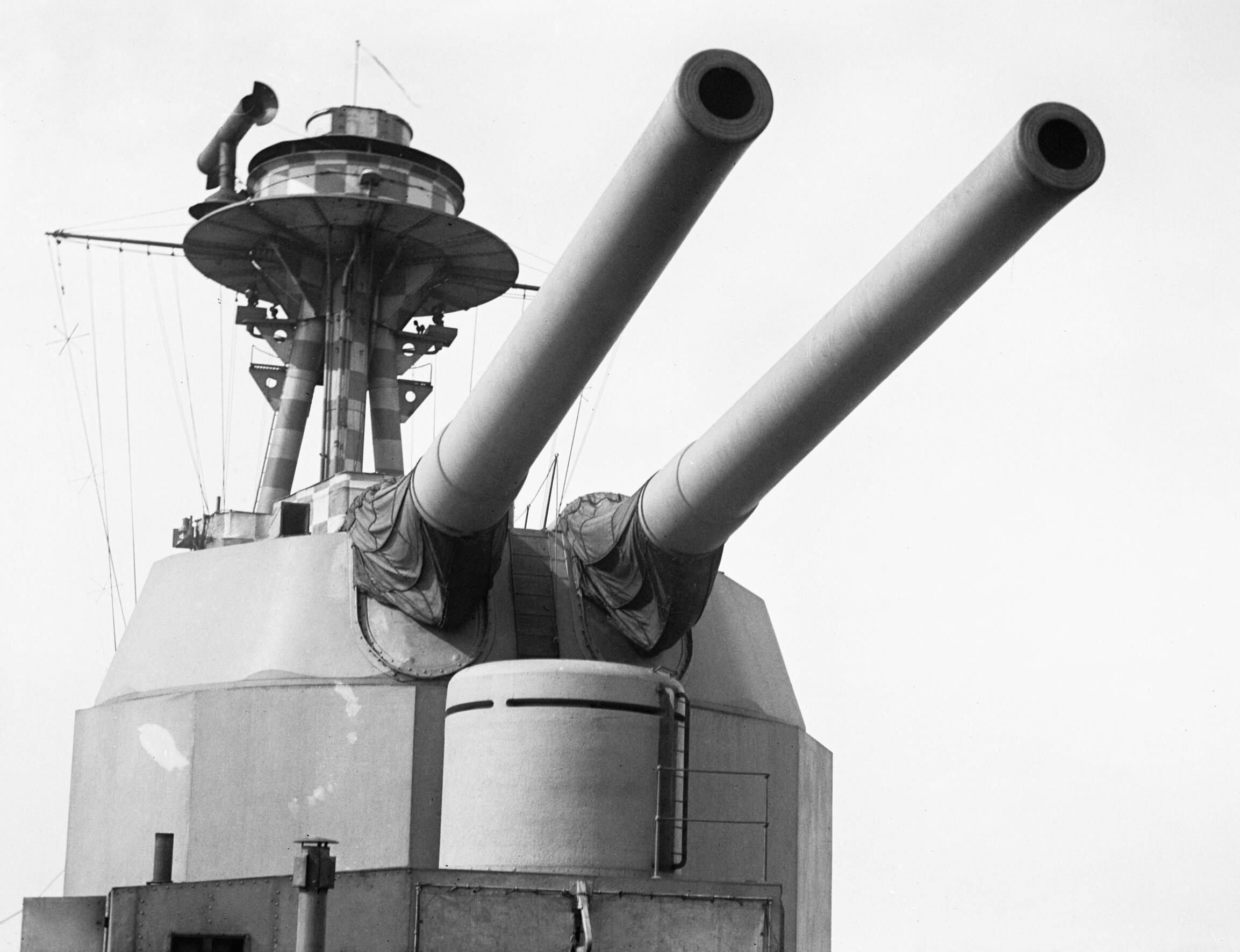
写真は本艦にも搭載された38.1cm（40口径）砲

本級の主砲として前述の「フランチェスコ・カラッチェロ級」のための「アームストロング 1914年型 38.1cm（40口径）砲」の連装式主砲塔がそのまま流用された。その性能は重量884kgの主砲弾を最大仰角20度で射距離19,800mまで届かせられる性能であった。発射速度は1分間に1.5〜2発、仰角は仰角20度・俯角5度であった。動力は蒸気機関による水圧ポンプ駆動であり補助に人力を必要とした。旋回角度は艦首方向を0度として左右162度の旋回角が可能であった。 
他に自衛用に「アームストロング 1917年型 7.62cm（40口径）速射砲」を単装砲架で4基搭載した。砲架の仰角は仰角60度・俯角10度であった。動力は人力を必要とした。旋回角度は360度の旋回角度が可能であったが実際は上部構造物に射界を制限された。発射速度は1分間に15発であった。 他に対空火器としてヴィッカーズ 4cm機関砲4基を甲板上に搭載した。

## 艦歴
戦艦の建造がまだ公式には中止される前の1915年10月10日にヴェネツィア海軍造船所で起工。1916年1月30日に進水し、1917年7月23日に就役した。「ファー・ディ・ブルーノ」の最初の戦闘参加は1917年8月の第十一次イゾンツォの戦いの時であった。「ファー・ディ・ブルーノ」はイタリアのモニター「アルフレッド・カッペリーニ」やイギリスのモニター「アール・オブ・ピーターバラ」、「サー・トーマス・ピクトン」とともにオーストリア軍陣地を砲撃したが目立った効果は無かった。1917年11月、荒天時に座礁。その後ほぼ1年間そのままであった。
1924年11月13日除籍。しかし第二次世界大戦の勃発と共に浮き砲台「GM194」として現役に復帰。ヴェネチアからジェノバへと曳航され、戦争中そこにとどまった。1941年2月9日にイギリス軍がジェノバを爆撃したが、最初の攻撃で砲への電力供給ケーブルが損傷し、そのため撃ちかえすことができなかった。
イタリア降伏後、ドイツが鹵獲し、「ビーバー（Biber）」と改名された。
1944年から1946年の間に解体された。

## 参考図書
- 「世界の艦船増刊第30集　イギリス戦艦史」（海人社）
- 「世界の艦船増刊第41集　イタリア戦艦史」（海人社）
- 「Conway All The World's Fightingships 1906–1921」（Conway）